# Jorge Aravena (football)
Pour les articles homonymes, voir Jorge Aravena et Aravena.
Jorge Aravena (nom complet : Jorge Orlando Aravena Plaza), né le 22 avril 1958 à Santiago du Chili, est un footballeur chilien au poste de milieu de terrain offensif.
Aravena compte 36 sélections en équipe du Chili entre 1983 et 1989. Avec 22 buts marqués, il est le milieu de terrain le plus prolifique de l'histoire de la sélection chilienne. Il a joué entre autres à l'Universidad Católica, au Real Valladolid et au Deportivo Cali.

## Statistiques

### En sélection nationale
| Saison                | Sélection             | Phases finales        | Phases finales | Phases finales | Éliminatoires CDM | Éliminatoires CDM | Matchs amicaux | Matchs amicaux | Total | Total |
| Saison                | Sélection             | Compétition           | M              | B              | M                 | B                 | M              | B              | M     | B     |
| --------------------- | --------------------- | --------------------- | -------------- | -------------- | ----------------- | ----------------- | -------------- | -------------- | ----- | ----- |
| 1983                  | Chili                 | Copa América 1983     | 4              | 2              | -                 | -                 | 9              | 6              | 13    | 8     |
| 1984                  | Chili                 | -                     | -              | -              | -                 | -                 | 2              | 1              | 2     | 1     |
| 1985                  | Chili                 | -                     | -              | -              | 8                 | 7                 | 8              | 3              | 16    | 10    |
| 1989                  | Chili                 | Copa América 1989     | -              | -              | 4                 | 2                 | 1              | 1              | 5     | 3     |
| 1990                  | Chili                 | -                     | -              | -              | -                 | -                 | 1              | 0              | 1     | 0     |
| Total sur la carrière | Total sur la carrière | Total sur la carrière | 4              | 2              | 12                | 9                 | 21             | 11             | 37    | 22    |

## Palmarès
- Vainqueur de la Coupe des champions de la CONCACAF 1991
- Vainqueur du championnat du Chili 1984
- Vainqueur du championnat du Mexique 1990
- Vainqueur de la Supercoupe du Mexique 1990
- Vainqueur de la Copa Chile 1983 et 1992
- Meilleur buteur du championnat de Colombie 1987 avec 23 buts